# Chunga's Revenge
Chunga's Revenge é um álbum de estúdio de Frank Zappa, lançado em 23 de outubro de 1970.
| Críticas profissionais                                                      | Críticas profissionais |
| Avaliações da crítica                                                       | Avaliações da crítica  |
| Fonte                                                                       | Avaliação              |
| --------------------------------------------------------------------------- | ---------------------- |
| Allmusic                                                                    | [ 1 ]                  |
| Robert Christgau                                                            | (C+)                   |
| Rolling Stone                                                               | (unfavorable)          |
| Piero Scaruffi                                                              | [ 4 ]                  |
| Esta tabela precisa de ser acompanhada por texto em prosa. Consulte o guia. |                        |

## Lista de faixas
Todas canções escritas por Frank Zappa, exceto as observadas.

### Lado um
1. "Transylvania Boogie" - 5:01
2. "Road Ladies" - 4:11
3. "Twenty Small Cigars" - 2:17
4. "The Nancy & Mary Music" - 9:30
  1. part 1 - 2:42
  2. part 2 - 4:11
  3. part 3 - 2:37

### Lado dois
1. "Tell Me You Love Me" - 2:43
2. "Would You Go All the Way?" - 2:30
3. "Chunga's Revenge" - 6:16
4. "The Clap" - 1:24
5. "Rudy Wants to Buy Yez a Drink" - 2:45
6. "Sharleena" - 4:07

## Músicos
- Frank Zappa – guitarra, cravo, percussão, bateria, vocal, Condor;
- Max Bennett – Baixo;
- George Duke – Órgão, trombone, piano elétrico, efeitos de som, vocal;
- Aynsley Dunbar – bateria, tamborim;
- John Guerin – bateria (apenas em "Twenty Small Cigars");
- Don "Sugarcane" Harris – violino elétrico, órgão;
- Howard Kaylan – vocal;
- Mark Volman – vocal;
- Jeff Simmons – baixo, vocal;
- Ian Underwood – órgão, guitarra, piano, guitarra rítmica, piano elétrico, saxofone alto, saxofone tenor, órgão.

## Produção
- Produtor: Frank Zappa;
- Engenheiros: Stan Agol, Roy Baker, Dick Kunc, Bruce Margolis;
- Assistente de produção: Dick Barber;
- Arranjos: Frank Zappa;
- Desenho da capa: Cal Schenkel;
- Ilustrações: Cal Schenkel;
- Fotografia: Phil Franks (capa) e John Williams.

## Vendas
Álbum - Billboard (América do Norte)
| Ano  | Raking     | Posição |
| ---- | ---------- | ------- |
| 1970 | Álbuns pop | 119     |